# Prick
Prick (рус. Мудак) — шестой студийный альбом американской сладж-метал-группы Melvins, который был издан в 1994 году на лейбле Amphetamine Reptile Records.

## Об альбоме
Отмечалось, что, поскольку у группы уже был контракт с Atlantic Records, альбом был выпущен с названием группы в зеркальном отображении — ƧИIV⅃ƎM (это привело к тому, что такие источники, как Rate Your Music, относят альбом к исполнителю Snivlem). В действительности Melvins сделали это только потому, что им так захотелось.
Альбом демонстрирует отчетливо экспериментальное качество, с разнородными элементами, включая полевые записи, электронные эффекты и лупы, джем-сессии, стереотипное барабанное соло, переходящее в архетипичное гитарное соло хэви-метала, и трек, который представлен как «чистое цифровое молчание», — после чего следует тишина в течение одной минуты. Музыкант Базз Осборн заявил, что Prick — это «дерьмовая шумная пластинка, которую мы делали исключительно для эффекта странности. Полная чушь и тотальная шутка».
Участники группы утверждали, что хотели назвать альбом Kurt Kobain, но изменили название после смерти Кобейна, чтобы исключить возможность того, что люди воспримут альбом как трибьют. Они подразумевали, что Кобейн был фактически титульным «мудаком», потому что умер и заставил изменить название альбома.

## Список композиций
| №   | Название               | Длительность |
| --- | ---------------------- | ------------ |
| 1.  | «How About»            | 4:17         |
| 2.  | «Rickets»              | 1:22         |
| 3.  | «Pick It n' Flick It»  | 1:41         |
| 4.  | «Montreal»             | 4:11         |
| 5.  | «Chief Ten Beers»      | 6:30         |
| 6.  | «Underground»          | 2:22         |
| 7.  | «Chalk People»         | 1:18         |
| 8.  | «Punch the Lion»       | 3:16         |
| 9.  | «Pure Digital Silence» | 1:34         |
| 10. | «Larry»                | 3:01         |
| 11. | «Roll Another One»     | 14:20        |

## Над альбомом работали

### Участники группы
- Базз Осборн — гитара, вокал
- Дейл Кровер — ударные
- Марк Дьютром — басс

### Прочие
- Константин Йоханнес - звукорежиссура
- Маки Осборн - дизайн обложки альбома